# Marie-France Pisier

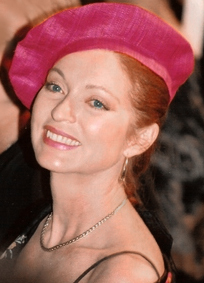
Pisier bei den 45. Filmfestspielen von Cannes (1992)

Marie-France Pisier (* 10. Mai 1944 in Đà Lạt, Französisch-Indochina, heute Vietnam; † 24. April 2011 in Saint-Cyr-sur-Mer, Frankreich) war eine französische Schauspielerin, Regisseurin und Autorin. Seit Anfang der 1960er Jahre trat sie in mehr als 80 Film- und Fernsehproduktionen in Erscheinung und wurde zweimal mit dem französischen Filmpreis César ausgezeichnet.

## Leben

### Jugend
Marie-France Pisier wurde in Indochina als Tochter eines französischen Kolonialgouverneurs geboren, der ein Unterstützer des Vichy-Regimes war. Ihr jüngerer Bruder, Gilles Pisier (* 1950), wurde ein bedeutender Mathematiker. Ihre ältere Schwester, Évelyne (* 1941), war als Anwältin und Frauenaktivistin tätig, arbeitete für das französische Kulturministerium und ehelichte den französischen Arzt und Mitbegründer von Médecins sans Frontières (Ärzte ohne Grenzen), Bernard Kouchner. Pisiers Vater wurde in ihrer Jugend von Hanoi nach Nouméa (Neukaledonien) versetzt, sodass die Familie dorthin zog, ehe sie sich dauerhaft in Nizza niederließ. 
Bereits in jungen Jahren begeisterte sich Marie-France Pisier für das Theater, schloss sich im Alter von zehn Jahren einer Theatertruppe an und wirkte zwei Jahre später erstmals in einer Aufführung mit. Sie galt als sehr gute Schülerin und lebte nach der Trennung ihrer Eltern bei ihrer Mutter in Nizza. Zur Zeit ihrer Entdeckung für den Film studierte sie Politische Ökonomie mit dem Ziel, Rechtsberaterin zu werden.

### Entdeckung durch François Truffaut
1962 wurde Pisier von François Truffaut für den Film entdeckt. Der Regisseur suchte eine junge Schauspielerin für den Kurzfilm Antoine und Colette, der in den Episodenfilm Liebe mit zwanzig eingehen sollte, und gab daher eine Anzeige in der Zeitschrift Cinémonde auf:  „François Truffaut sucht eine Verlobte für Jean-Pierre Léaud und für L’Amour à vingt ans.“ Der Part der Colette sollte von einer wirklich jungen Frau besetzt werden, „keine Lolita, keine ‚Halbstarke‘, keine reife Frau. […] Sie soll einfach und fröhlich sein und über eine gute Allgemeinbildung verfügen. Nicht zu ‚sexy‘“, so Truffaut. Der Journalist Mario Brun von Nice-Matin schickte ihm daraufhin ein Foto Pisiers, die ihm in einem Amateurtheater aufgefallen war. Truffaut ließ Pisier vorsprechen und gab ihr die Rolle. Der Kurzfilm, in dem sie das prüde Objekt der Begierde von Truffauts Alter Ego, Antoine Doinel (dargestellt von Léaud), spielte, machte Pisier bekannt. Truffaut beschrieb Pisier als „modern, sehr feministisch, links – Richtung Sartre-Beauvoir“ sowie als „sehr offen, direkt, sehr stark und gleichzeitig sehr kindlich“.
Den Part der Colette übernahm Pisier erneut im Jahr 1968 in einem einminütigen Kurzauftritt in Geraubte Küsse. 1979 kehrte sie in Liebe auf der Flucht abermals in den Doinel-Zyklus zurück. In diesem Teil trifft sie Doinel im Zug und später auch seine Ex-Frau, Christine (Claude Jade), mit der sie sich über ihn unterhält. Pisier war gemeinsam mit Jean Aurel und Suzanne Schiffman Truffauts Co-Autorin von Liebe auf der Flucht.

### César-Gewinn und Arbeit als Filmemacherin
Pisier spielte nach den ersten Arbeiten mit Truffaut zunächst in eher unbedeutenden Genrefilmen. Daneben studierte sie an der Universität Paris-Nanterre und sympathisierte im Mai 1968 mit Daniel Cohn-Bendits Bewegung des 22. März (französisch Mouvement du 22 Mars). Mit dem späteren Politiker verband sie auch eine private Beziehung.
Der Durchbruch als Filmschauspielerin in Frankreich erfolgte 1975 dank ihrer Rolle in Jean-Charles Tacchellas auch international erfolgreichem Liebeskomödie Cousin, Cousine; ihre Darstellung der hysterisch-depressiven Ehefrau Victor Lanoux’ brachte ihr den César für die beste Nebendarstellerin ein. Im Jahr darauf gewann Pisier in der Rolle der Prostituierten Nelly in André Téchinés Barocco erneut den Preis, und es folgten Rollen in einigen englischsprachigen Filmen. Nach einem Auftritt in Eduardo de Gregorios Sérail (1976) buhlte sie in Charles Jarrotts Historiendrama Jenseits von Mitternacht gemeinsam mit Susan Sarandon um die Gunst eines Fliegeroffiziers (gespielt von John Beck).
Pisier galt als Muse des Autorenkinos um Alain Robbe-Grillet, Jacques Rivette und Téchiné, der sie nach Paulina haut ab (1971), Barocco und Erinnerungen aus Frankreich (1974) auch in Die Schwestern Brontë (1979, an der Seite von Isabelle Adjani und Isabelle Huppert) besetzte. Luis Buñuel gab Pisier eine kleine Rolle in Das Gespenst der Freiheit. 
Pisier drehte auch kommerzielle Unterhaltungsfilme wie Gérard Ourys Das As der Asse (1982) mit Jean-Paul Belmondo und arbeitete zudem als Theaterschauspielerin.
In Deutschland war Pisier 1981 unter der Regie von Hans W. Geißendörfer in der Thomas-Mann-Verfilmung Der Zauberberg als Clawdia Chauchat zu sehen. Im selben Jahr schlüpfte sie für George Kaczenders Einzigartige Chanel in die Rolle der Modeschöpferin Coco Chanel. Zehn Jahre später gehörte sie neben Sophie Marceau zur Darstellerriege in Andrzej Żuławskis Filmdrama Blue Note, in dem sie als George Sand die Geliebte von Frédéric Chopin (gespielt von dem namhaften polnischen Pianisten Janusz Olejniczak) auftrat.

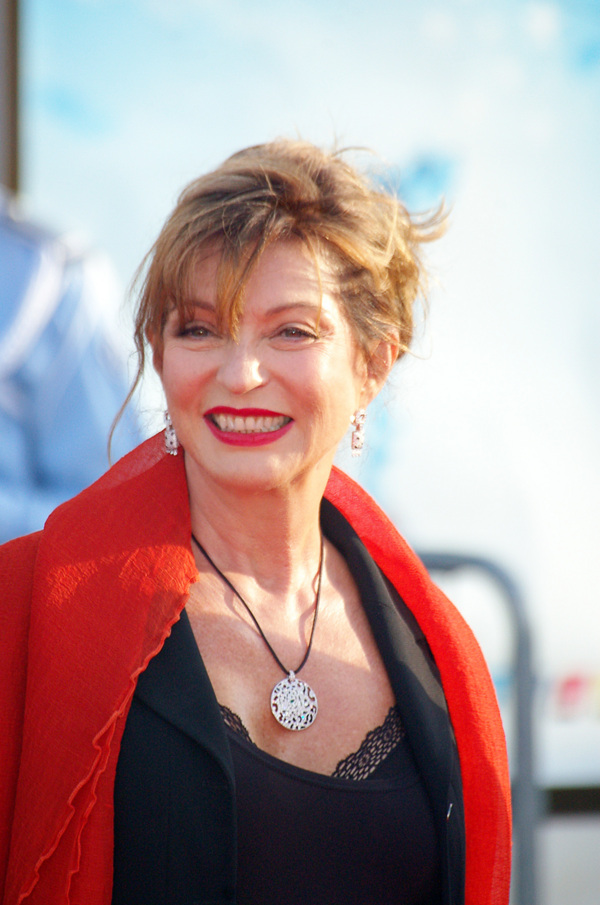
Marie-France Pisier (2007)

1997 arbeitete Pisier mit Manuel Poirier an Marion, der Geschichte eines zehnjährigen Mädchens aus der französischen Provinz, das sich mit einer wohlhabenden Pariserin anfreundet. In der Marcel-Proust-Verfilmung Die wiedergefundene Zeit hatte sie 1999 eine tragende Rolle als Madame Verdurin.  
Anfang der 1990er Jahre wandte sich Pisier öfter der Arbeit im Fernsehen zu und verkörperte unter anderem wiederkehrende Rollen in den Serien Venus und Apoll (2005), Milch und Honig (2009) und Le Chasseur (2010). In den 2000er Jahren erschien Pisier in Kinoarbeiten französischer Nachwuchsregisseure, etwa in Christophe Honorés In Paris und Maïwenn Le Bescos Verzeiht mir (beide 2006).
Pisier war auch als Drehbuchautorin und Regisseurin tätig. Nachdem sie bereits an den Drehbüchern zu Rivettes Céline und Julie fahren Boot (1974) und Truffauts Liebe auf der Flucht (1979) mitgearbeitet hatte, gab sie 1990 ihr Regiedebüt mit Le Bal du gouverneur. Dieser Film mit Kristin Scott Thomas und Didier Flamand in den Hauptrollen entstand nach einer eigenen Romanvorlage, in der sie ihre Kindheit in Neukaledonien verarbeitet. 2002 inszenierte Pisier den Spielfilm Comme un avion mit Bérénice Bejo, zu dem sie der Tod ihrer Eltern inspiriert hatte.

### Privatleben und Tod
Marie-France Pisier war in erster Ehe mit dem Anwalt Georges Kiejman verheiratet, in zweiter Ehe mit Thierry Funck-Brentano, der eine leitende Position bei der Groupe Lagardère innehatte. Aus dieser Verbindung gingen ein Sohn und eine Tochter hervor.
In der Nacht zum 24. April 2011 wurde Pisier von ihrem Ehemann tot im Swimmingpool des gemeinsamen Anwesens in Saint-Cyr-sur-Mer aufgefunden. Als Gast war sie noch zur Ehrengala für Jean-Paul Belmondo bei den 64. Filmfestspielen von Cannes erwartet worden. Mit Belmondo hatte sie 1976 in Der Körper meines Feindes und 1982 in Das As der Asse zusammengearbeitet. Der französische Kulturminister Frédéric Mitterrand würdigte Pisier postum als „Intellektuelle, engagiert in den Kämpfen ihrer Zeit“. Laut Yves Boisset wahrte Pisier stets Distanz und verfügte über eine geheimnisvolle Ausstrahlung. Der Schauspieler und Regisseur Robert Hossein sprach ihr schon seit ihrer Jugend „Präsenz, Talent, Sensibilität und eine außergewöhnliche Klarheit“ zu.

## Filmografie

### Schauspielerin (Auswahl)
- 1962: Liebe mit zwanzig (Episode Antoine und Colette)
- 1962: Der Teufel und die Zehn Gebote (Le diable et les dix commandements)
- 1963: Das Mädchen mit dem frommen Blick (Les saintes nitouches)
- 1963: Verflucht und vergessen (La mort d’un tueur)
- 1964: Das grausame Auge (Les yeux cernés)
- 1965: Der Mann, der Peter Kürten hieß (Le vampire de Düsseldorf)
- 1966: Trans-Europ-Express
- 1967: Einen Schatz klaut man nicht (Non sta bene rubare il tesoro)
- 1970: Wir werden nicht mehr in den Wald gehen (Nous n’irons plus au bois)
- 1971: Paulina haut ab (Pauline s’en va)
- 1972–1973: Julia von Mogador (Fernsehserie, sechs Folgen)
- 1974: Céline und Julie fahren Boot (Céline et Julie vont en bateau)
- 1974: Das Gespenst der Freiheit (Le Fantôme de la liberté)
- 1974: Erinnerungen aus Frankreich (Souvenirs d’en France)
- 1975: Cousin, Cousine
- 1975: Barocco
- 1976: Der Körper meines Feindes (Le corps de mon ennemi)
- 1977: Jenseits von Mitternacht (The Other Side of Midnight)
- 1979: Die Schwestern Brontë (Les sœurs Brontë)
- 1979: Victor Charlie ruft Lima Sierra (The French Atlantic Affair) (Miniserie)
- 1979: Liebe auf der Flucht (L’amour en fuite)
- 1979: Wer geht denn noch zur Uni? (French Postcards)
- 1980: Die keine Skrupel kennen (Scruples)
- 1980: Die Bankiersfrau (La banquière)
- 1981: The Hot Touch
- 1981: Einzigartige Chanel (Chanel solitaire)
- 1981: Der Zauberberg
- 1982: Boulevard der Mörder (Boulevard des assassins)
- 1982: Das As der Asse (L’as des as)
- 1983: Kopfjagd – Preis der Angst (Le prix du danger)
- 1983: Der Stille Ozean (Fernsehfilm)
- 1983: Mein Freund, der Frauenheld (L’ami de Vincent)
- 1991: Blue Note (La note bleue)
- 1996: Marion
- 1998: Eine Frau nach Maß (Une femme sur mesure; Fernsehfilm)
- 1999: Die wiedergefundene Zeit (Le Temps retrouvé)
- 2001: Inschallah – Endlich Sonntag (Inch’Allah dimanche)
- 2005: Venus und Apoll (Vénus & Apollon; Fernsehserie)
- 2005: Ein perfekter Freund (Un ami parfait)
- 2006: In Paris (Dans Paris)
- 2006: Verzeiht mir (Pardonnez-moi)
- 2009: Milch und Honig (Revivre) (Miniserie)
- 2010: Le Chasseur (Fernsehserie)
- 2011: Il reste du jambon?

### Drehbuch
- 1974: Céline und Julie fahren Boot (Céline et Julie vont en bâteau)
- 1979: Liebe auf der Flucht (L’amour en fuite)
- 1990: Le bal du gouverneur
- 2002: Comme un avion

### Regie
- 1990: Le Bal du gouverneur
- 2002: Comme un avion

## Werke
- 1984: Le Bal du gouverneur (Roman)
- 1986: Je n’ai aimé que vous
- 1992: La Belle Imposture (Roman)
- 1997: Le Deuil du printemps (Roman)

## Auszeichnungen
- 1976: César für Cousin, Cousine (Kategorie: Beste Nebendarstellerin)
- 1977: César für Barocco (Beste Nebendarstellerin)
- 1983: Nominierung für den Genie Award für The Hot Touch (Beste ausländische Darstellerin)